# Ischnura heterosticta
Ischnura heterosticta là một loài chuồn chuồn kim trong họ Coenagrionidae.
Ischnura heterosticta is in 1839 voor het eerst wetenschappelijk beschreven bởi Burmeister.

## Hình ảnh

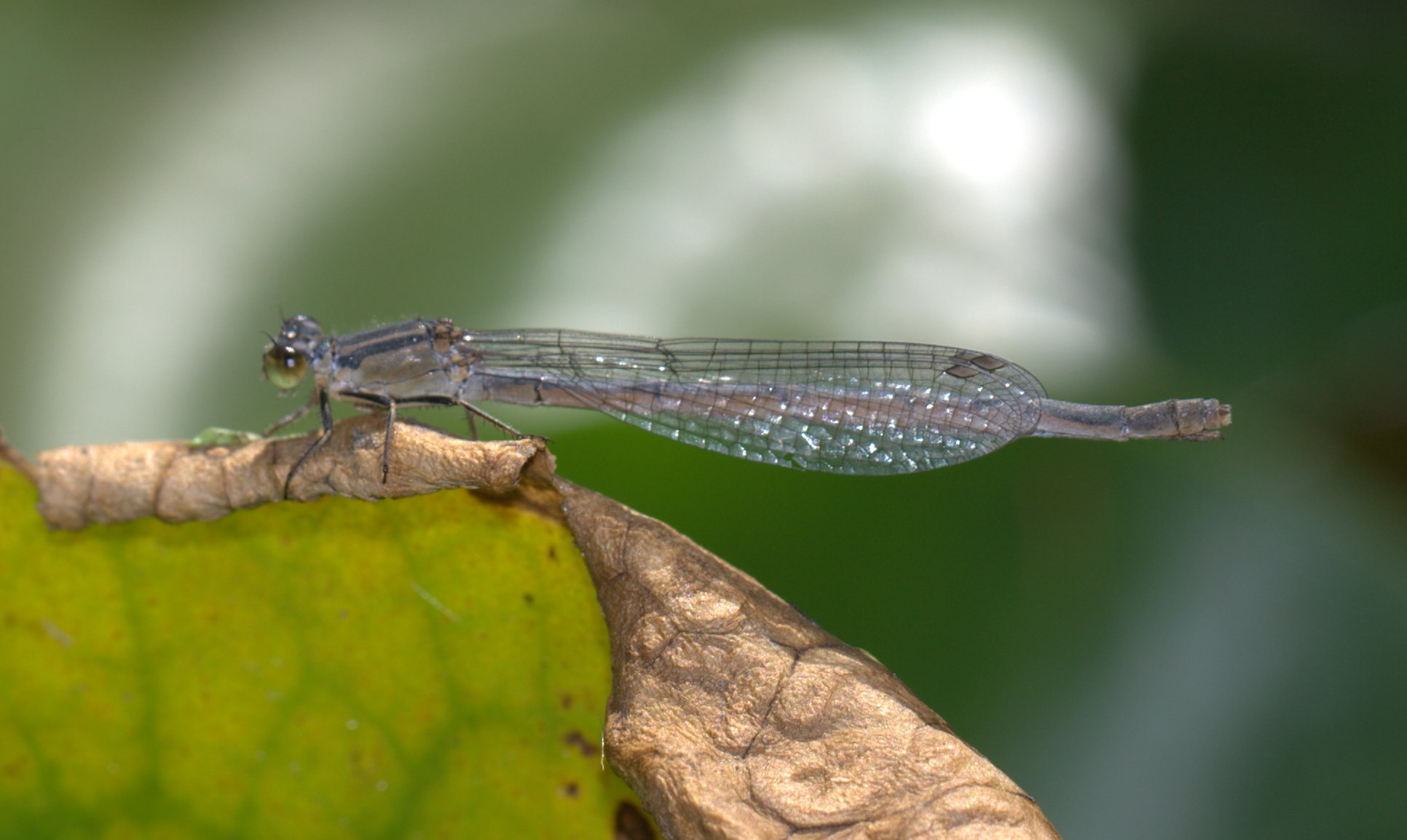
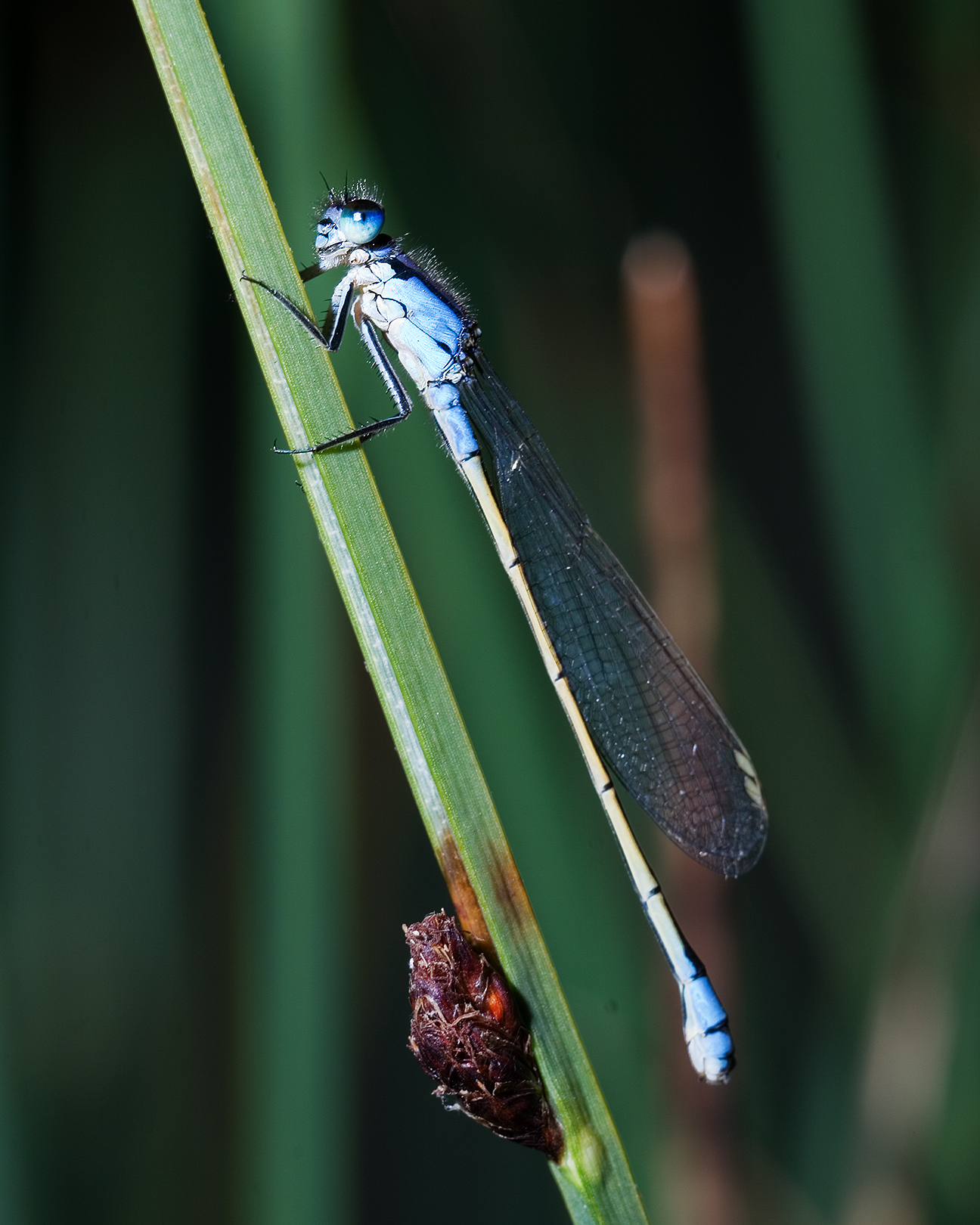
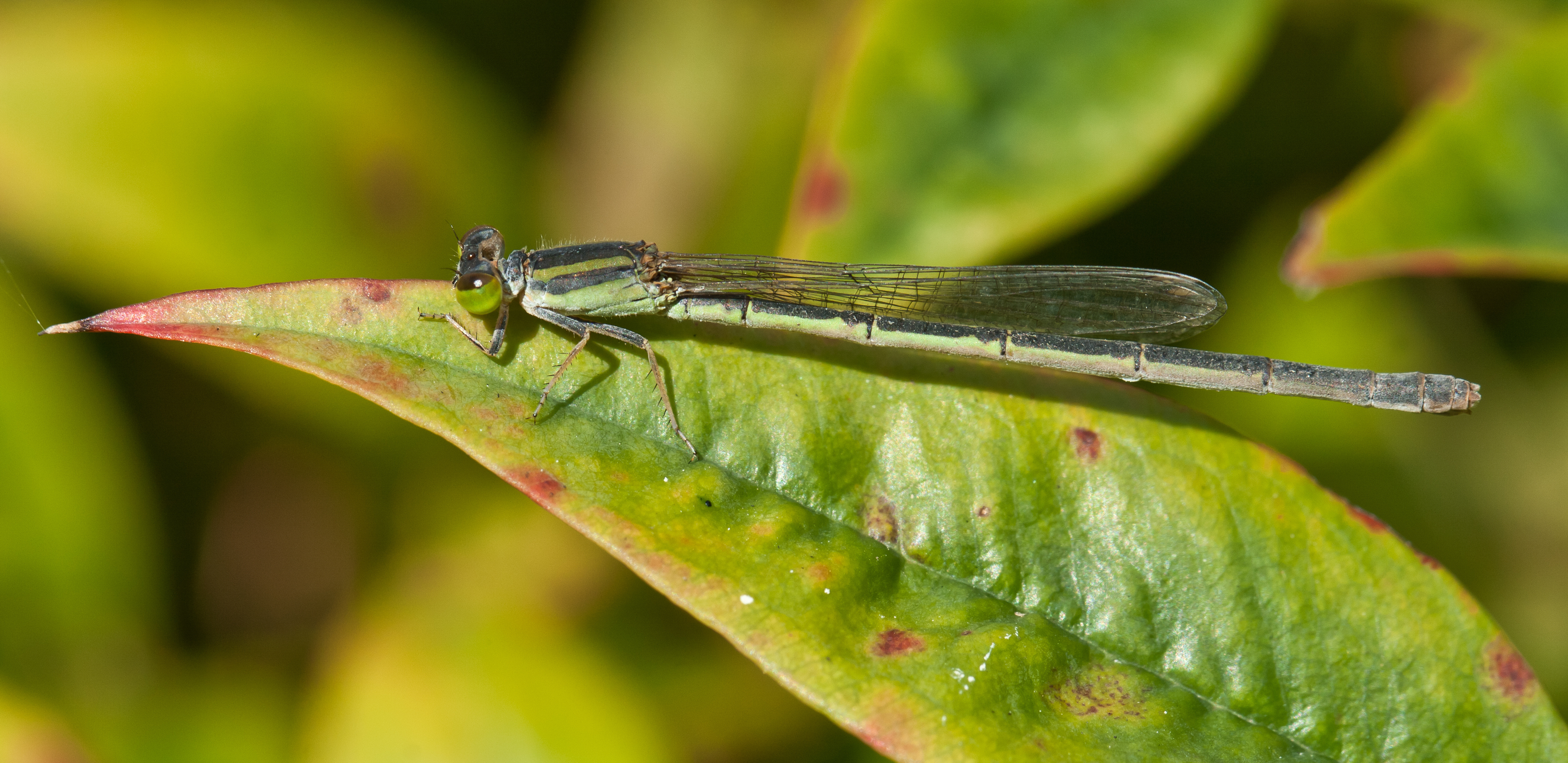
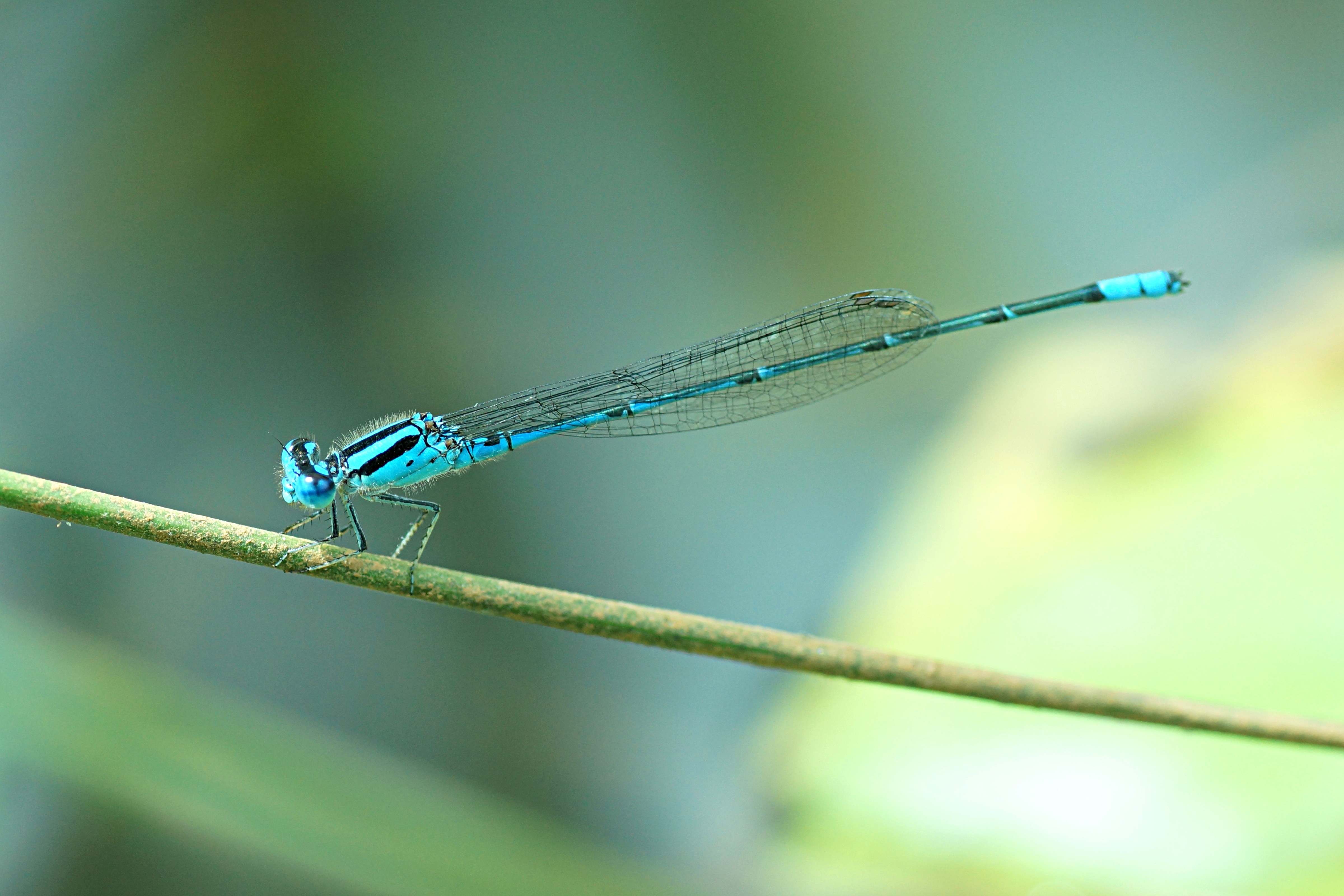